# Viktor Pankrasjkin
Viktor Aleksandrovitj Pankrasjkin (ryska: Виктор Александрович Панкрашкин), född 10 december 1957 i Moskva i dåvarande Sovjetunionen, död 24 juli 1993 i Moskva i Ryssland, var en sovjetisk basketspelare som tog tog OS-guld 1988 i Seoul. 

## Klubbhistorik
- 1979–1989 CSKA Moskva
- 1989–1990 Urartu (Jerevan)